# Акіяма Санеюкі
Акія́ма Санею́кі (яп. 秋山真之, あきやまさねゆき, МФА: [akʲijama sanejukʲi̥]; 12 квітня 1868 — 4 лютого 1918) — японський військовик, офіцер Імперського флоту Японії (1890—1917), віце-адмірал. Учасник японсько-цінської (1894–1895) і японсько-російської (1904–1905) воєн. Розробник японської стратегії бою в Цусімській битві. Молодший брат Акіями Йосіфуру.

## Короткі відомості
Народився 12 квітня 1868 року в містечку Мацуяма, в Мацуяма-хані провінції Ійо. Походив з самурайського роду, який у середньовіччі займався піратством у Внутрішньому японському морі.
1890 року закінчив Академію Імперського флоту Японії. Через два роки отримав звання молодшого лейтенанта. Під час японсько-китайської війни 1894—1895 років командував канонерським човном «Цукусі».
1897 року поїхав до США, де проходив стажування у місцевих військово-морських силах. Був воєнним спостерігачем японського посольства, детально вивчав досвід іспансько-американська війни та теорію воєнного мистецтва. Після повернення до Японії став викладачем Академії Імперського флоту Японії. Здобув визнання провідного спеціаліста в галузі стратегії, тактики і методів ведення бойових дій на морі. Заклав основи військової науки японських військово-морських сил.
Під час російсько-японської війни 1904–1905 років був головою штабу японського флоту під командуванням Тоґо Хейхатіро, відповідав за планування операцій. Залучивши тактичні прийоми японських середньовічних піратів, розробив план дій японського флоту в Цусімській битві, яка принесла Японії перемогу у війні.
З 1914 року працював головою Військового відділу Міністерства Імператорського флоту Японії. 1916 року отримав звання віце-адмірала. Нагороджений Орденом священного скарбу 4 ступеня, Орденом Вранішнього Сонця 2 і 3 ступеня.
Помер 4 лютого 1918 року. Похований на цвинтарі Аояма в Токіо.